# Avrättningen (film)
Avrättningen är en svensk kortfilm från 1999, skriven och regisserad av Jens Jonsson. I rollerna ses Karl Thor, Robert Jelinek och Bengt Strindvall.

## Handling
En soldat på slagfältet blir kommenderad att avrätta en fiende. När dödsskräcken är större än hatet till fienden kan emellertid soldatens plikter omöjligen uppfyllas.

## Rollista
- Karl Thor – soldaten
- Robert Jelinek – fången
- Bengt Strindvall – officeren

## Om filmen
Avrättningen producerades av Anna Adamson för Martin & Co. Filmproduktion, Filmteknik AB, Joson AB, Kodak AB och Stockholm International Film Festival. Den fotades av Eric Maddison och klipptes av Kristofer Nordin. Musiken komponerades av Johan Ramström och Martin Willert.
Filmen vann pris för bästa kortfilm vid Stockholms filmfestival 1999.